# Germil (Ponte da Barca)
Germil era una freguesia portuguesa del municipio de Ponte da Barca, distrito de Viana do Castelo.

## Historia
Fue suprimida el 28 de enero de 2013, en aplicación de una resolución de la Asamblea de la República portuguesa promulgada el 16 de enero de 2013 al unirse con las freguesias de Entre Ambos-os-Rios y Ermida, formando la nueva freguesia de Entre Ambos-os-Rios, Ermida e Germil.